# Hafenrandstraße
Der Begriff Hafenrandstraße ist eine zusammenfassende Bezeichnung für einen Straßenzug in Bremen, in den Stadtteilen Walle, Gröpelingen und Häfen, der aus den Straßen Hans-Böckler-Straße, Nordstraße, Bremerhavener Straße, Werftstraße, Stapelfeldtstraße und Beim Industriehafen besteht.
Die Hafenrandstraße ist durchgehend zweispurig in beiden Fahrtrichtungen ausgebaut. Sie entstand durch den Ausbau vorhandener Straßen und einem Straßenneubau zwischen Stapelfeldtstraße und Beim Industriehafen.